# 壞習慣 (紅髮艾德歌曲)
〈壞習慣〉是英國創作歌手紅髮艾德的歌曲，於2021年6月25日由庇護所唱片發行，為他第五張錄音室專輯《=》的首發單曲。這首歌的釋出象徵他在經過四年多的沉澱後將發行全新專輯。他在這首節奏輕快的舞曲中表達對不健康生活方式的悔恨。歌曲在發行後受到樂評人們褒貶不一的評價，他們將其聲音和風格與威肯的〈Blinding Lights〉等作品予以比較。
〈壞習慣〉在全球音樂排行榜中均占有一席之位，還在捷克、加拿大、奧地利、阿拉伯、墨西哥等國拿下冠軍，其中在英國和愛爾蘭，單曲蟬聯11週位居英國單曲榜和愛爾蘭單曲榜榜首。在美國，這首歌在《告示牌》百大單曲榜上名列第二。

## 背景與發行
紅髮艾德原本想推出一首節奏較為緩慢的原聲歌曲作為新專輯的首發單曲，但後來當英國政府宣布放寬嚴重特殊傳染性肺炎限制時，艾德轉而選擇錄唱〈壞習慣〉並將其發布，他表示他心想如果一切都開放了，世界可能不太需要一首愁悶、緩慢的原聲歌曲。他在2021年1月寫下這首歌，以「給眾人帶來驚喜」並「做出與大家期望完全不同的東西」。
2021年4月23日，紅髮艾德被發現在在英國倫敦街頭打扮成殭屍或吸血鬼，因此許多人猜測他正為即將推出的歌曲拍攝音樂錄影帶。艾德本人於2021年6月在他的社交媒體帳號發布錄影帶拍攝現場的抓拍照，證實那些傳言是真實的。5月25日，他上傳了一張自己坐在一個巨大卡比獸枕頭旁邊的照片，內文寫著「6/25」暗示歌曲的發布日期。6月4日，他宣布將於6月25日與大衛·貝克漢在TikTok的2020年歐洲足球錦標賽直播上演出，並於6月11日宣布單曲名稱。

## 專業評價
〈壞習慣〉得到評論家褒貶不一的評價。《衛報》的亞歷克西斯·佩特里迪斯（Alexis Petridis）給這首歌打了5分之4顆星，將其描述為「準備好迎戰威肯的某種殺球」。《新音乐快递》的尼克·萊文（Nick Levine）給這首歌打了5分之3顆星，稱它「既沒有發生失誤也沒有因而一舉獲勝」，並將其聲線與Bronski Beat的〈Smalltown Boy〉等作品進行比較。《獨立報》的亞當·懷特（Adam White）予其5分之2分，並稱其為「做作的復出」、「靠旋律（toplines）做事，並翻遍亞伯·特斯法耶（威肯本名）的殘羹剩飯」。Pitchfork的奎因·莫蘭（Quinn Moreland）稱歌曲「痛苦地可預測」，寫道它「渴望成為亞伯，但最終變成了泛泛之作」。

## 商業成績
在美國，〈壞習慣〉發行初憑藉3880萬次聽眾曝光數、1770萬串流點聽及33,200份銷量在《告示牌》百大單曲榜上排名第五，並在8月28日來到最高位置第2名。在《告示牌》其他榜單，歌曲在數位歌曲銷售榜中排名第2，在串流歌曲榜中排名第6，並在電台歌曲榜中位列第11名。這首歌成為艾德在美國的第8首前十單曲，也是自2019年以來第一首。

## 音樂錄影帶
〈壞習慣〉的音樂錄影帶由曾獲葛萊美獎的導演戴夫·梅耶斯操刀，於英國伦敦東南部卡特福德的卡特福德中心（Catford Centre）拍攝，導演將紅髮艾德與吸血鬼夥伴在早晨消逝前的瘋狂夜生活比喻為「壞習慣」。 
開頭紅髮艾德化身為金髮的吸血鬼，身穿鮮豔的粉紅色西裝坐在美容院。在離開美容院前一朵花在他的手裡枯萎，接著他就從院門口前飛了起來，與此同時他腳下的人群全都發瘋似的四處流竄。他與其他怪物同夥在混亂的商店街下進行各種活動，包括戲弄那些發瘋的人群、送怪物小孩氣球、在人群中手舞足蹈等等。當太陽開始升起時，大部分怪物都躲了起來，有一些還被陽光蒸發掉，唯獨艾德一人從吸血鬼變回正常的人類，並在錄影帶結束前彈著吉他。 
艾德說他希望錄影帶「以一種奇妙的方式展現習慣的本質，所以我決定選擇吸血鬼」，而構想靈感源自1997年美國電視影集《魔法奇兵》。截至2021年8月，錄影帶在YouTube的觀看次數已超過1.27億次。 

## 榮譽
| 年份 | 機構              | 獎項           | 結果 | 來源   |
| ---- | ----------------- | -------------- | ---- | ------ |
| 2021 | MTV音樂錄影帶大獎 | 年度音樂錄影帶 | 提名 | [ 27 ] |
| 2021 | MTV音樂錄影帶大獎 | 最佳編舞       | 提名 | [ 27 ] |
| 2021 | MTV音樂錄影帶大獎 | 最佳美術指導   | 提名 | [ 27 ] |
| 2021 | MTV音樂錄影帶大獎 | 夏季歌曲       | 提名 | [ 28 ] |
| 2021 | MTV巴西千禧年獎   | 全球熱門       | 提名 | [ 29 ] |

## 現場演出
艾德於2021年6月28日在《詹姆斯·柯登深夜秀》上首次現場演唱〈壞習慣〉。6月30日，艾德在《第一秀》上演唱了這首歌。 

## 人員名單
人員名單取自Tidal。
- 紅髮艾德 – 主唱、歌曲創作、製作、原聲吉他、打擊樂
- 弗雷德·吉布森（英语：Fred Again） – 歌曲創作、製作、和聲、貝斯、鼓、吉他、鍵盤、鋼琴、編程、工程
- 強尼·麥克戴德（英语：Johnny McDaid） – 歌曲創作、製作、原聲吉他、工程
- 葛瑞姆·阿徹（Graham Archer） – 聲樂製作、工程
- 伊恩·阿徹（英语：Ian Archer） – 滑音管吉他
- 威爾·雷諾茲（Will Reynolds） – 編程協助
- 馬克·「斯派克」·斯坦特（英语：Spike Stent） – 混音
- 麥特·沃拉克（Matt Wolach） – 混音協助
- 斯圖爾特·霍克斯（Stuart Hawkes） – 母帶後期工程

## 榜單成績
| 排行榜（2021年）                         | 峰值 |
| ---------------------------------------- | ---- |
| 阿根廷（Argentina Hot 100）              | 17   |
| 澳大利亚（澳大利亚唱片业协会單曲榜）     | 1    |
| 奥地利（Ö3四十强单曲榜）                 | 1    |
| 比利时佛兰德（Ultratop五十强单曲榜）     | 1    |
| 比利时瓦隆（Ultratop五十强单曲榜）       | 1    |
| 玻利維亞（拉美监控）                     | 8    |
| 巴西（巴西百大單曲榜）                   | 34   |
| 保加利亚（PROPHON）                      | 1    |
| 加拿大（Canadian Hot 100）               | 1    |
| 加拿大（《告示牌》Canada AC）            | 1    |
| 加拿大（《告示牌》Canada CHR）           | 1    |
| 加拿大（《告示牌》Canada Hot AC）        | 1    |
| 智利（拉美監控）                         | 17   |
| 独联体（Tophit独联体电台榜）             | 1    |
| 哥斯大黎加（拉美監控）                   | 16   |
| 克羅埃西亞（克羅地亞廣播電視台）         | 1    |
| 捷克（電台百強單曲榜）                   | 1    |
| 捷克（百強數位單曲榜）                   | 2    |
| 丹麦（Tracklisten）                      | 1    |
| 厄瓜多（拉美监控）                       | 17   |
| 薩爾瓦多（拉美监控）                     | 8    |
| 愛沙尼亞（電台監控）                     | 1    |
| 芬兰（芬蘭官方單曲榜）                   | 1    |
| 法國（法國唱片出版業公會）               | 5    |
| 德国（德國官方單曲榜）                   | 1    |
| 全球（《告示牌》全球二百大單曲榜）       | 1    |
| 希腊（國際唱片業協會希臘分會國際單曲榜） | 5    |
| 匈牙利（四十强电台榜）                   | 1    |
| 匈牙利（四十強單曲榜）                   | 1    |
| 匈牙利（四十強串流榜）                   | 1    |
| 冰島（Plötutíðindi）                     | 2    |
| 冰岛（電台監控）                         | 1    |
| 印度（印度音樂產業協會）                 | 4    |
| 愛爾蘭（愛爾蘭唱片音樂協會单曲榜）       | 1    |
| 義大利（意大利音乐产业联盟）             | 6    |
| 以色列（媒体森林）                       | 1    |
| 日本（Japan Hot 100）                    | 32   |
| 拉脫維亞（歐洲熱門電台）                 | 1    |
| 拉脫維亞（電台監控）                     | 1    |
| 黎巴嫩 （黎巴嫩官方二十强榜）            | 2    |
| 立陶宛（AGATA）                          | 2    |
| 盧森堡（AGATA）                          | 1    |
| 马来西亚（马来西亚唱片业协会）           | 13   |
| 馬爾他（電台監控）                       | 1    |
| 墨西哥（《告示牌》墨西哥熱播榜）         | 1    |
| 荷兰（荷蘭四十強單曲榜）                 | 1    |
| 荷兰（百强单曲榜）                       | 2    |
| 紐西蘭（新西兰唱片音乐协会）             | 1    |
| 北馬其頓（電台監控）                     | 1    |
| 挪威（世界之路榜單）                     | 1    |
| 巴拿马（拉美监控）                       | 7    |
| 波蘭（波蘭百大電台榜）                   | 1    |
| 葡萄牙（葡萄牙唱片業協會单曲榜）         | 8    |
| 俄罗斯（Tophit俄罗斯电台榜）             | 1    |
| 波多黎各（拉美監控）                     | 14   |
| 羅馬尼亞（羅馬尼亞百強榜）               | 3    |
| 聖馬利諾（聖馬利諾廣播電視公司）         | 1    |
| 塞爾維亞（電台監控）                     | 1    |
| 新加坡（新加坡唱片业协会）               | 2    |
| 斯洛伐克（電台百強單曲榜）               | 1    |
| 斯洛伐克（百强单曲榜）                   | 2    |
| 韩国（Gaon單曲榜）                       | 15   |
| 西班牙（西班牙音乐制作协会）             | 26   |
| 瑞典（瑞典最熱榜）                       | 2    |
| 瑞士（瑞士热门音乐榜）                   | 1    |
| 台灣（HITO西洋排行榜）                   | 1    |
| 英國（官方榜单公司單曲榜）               | 1    |
| 乌克兰（Tophit乌克兰电台榜）             | 38   |
| 阿拉伯聯合大公國（電台監控）             | 1    |
| 乌拉圭（拉美监控）                       | 9    |
| 美国（《告示牌》百大單曲榜）             | 2    |
| 美國（《告示牌》成人當代單曲榜）         | 6    |
| 美國（《告示牌》Adult Pop Airplay）      | 1    |
| 美國（《告示牌》Dance/Mix Show Airplay） | 1    |
| 美國（《告示牌》Pop Airplay）            | 3    |
| 美國（《告示牌》Rhythmic Songs）         | 24   |

## 銷售認證
| 地區                               | 认证    | 认证单位/销量 |
| ---------------------------------- | ------- | ------------- |
| 奥地利（國際唱片業協會奧地利分會） | 白金    | 30,000‡       |
| 加拿大（加拿大音乐协会）           | 2× 白金 | 160,000‡      |
| 丹麦（國際唱片業協會丹麥分會）     | 金      | 45,000‡       |
| 德国（聯邦音樂產業協會）           | 金      | 200,000‡      |
| 意大利（意大利音乐产业联盟）       | 白金    | 70,000‡       |
| 新西兰（新西兰唱片音乐协会）       | 白金    | 30,000‡       |
| 西班牙（西班牙音樂製作協會）       | 白金    | 40,000‡       |
| 葡萄牙（葡萄牙唱片業協會）         | 金      | 5,000‡        |
| 英国（英国唱片业协会）             | 白金    | 600,000‡      |
| 瑞士（國際唱片業協會瑞士分会）     | 白金    | 20,000‡       |
| ‡僅含認證的+實際銷量               |         |               |

## 發行歷史
| 地區   | 日期          | 格式                                                   | 唱片公司       | 來源            |
| ------ | ------------- | ------------------------------------------------------ | -------------- | --------------- |
| 多國   | 2021年6月25日 | 數位下載 串流                                          | 英國庇護所     | [ 119 ]         |
| 多國   | 2021年6月25日 | CD單曲                                                 | 英國大西洋     | [ 120 ]         |
| 義大利 | 2021年6月25日 | 當代流行電台                                           | 義大利華納音樂 | [ 121 ]         |
| 美國   | 2021年6月28日 | 成人当代音乐                                           | 大西洋         | [ 122 ]         |
| 俄羅斯 | 2021年6月28日 | 當代流行電台                                           | 索尼音樂       | [ 123 ]         |
| 美國   | 2021年6月29日 | 當代流行電台                                           | 大西洋         | [ 124 ]         |
| 多國   | 2021年6月29日 | 數位下載（詹姆斯·柯登深夜秀的表演）                    | 不適用         | [ 125 ] [ 126 ] |
| 多國   | 2021年6月30日 | 數位下載（語音筆記原聲版）                             | 不適用         | [ 127 ]         |
| 多國   | 2021年7月9日  | 數位下載（原聲版）                                     | 英國大西洋     | [ 128 ]         |
| 加拿大 | 2021年7月16日 | CD單曲                                                 | 華納音樂加拿大 | [ 129 ]         |
| 加拿大 | 2021年7月30日 | 數位動畫CD單曲                                         | 華納音樂加拿大 | [ 130 ]         |
| 多國   | 2021年7月30日 | 數位下載（梅杜莎混音）                                 | 英國庇護所     | [ 131 ]         |
| 多國   | 2021年8月6日  | 數位下載（混音）                                       | 英國庇護所     | [ 132 ]         |
| 多國   | 2021年8月6日  | 數位下載（喬爾·柯瑞混音）                              | 英國庇護所     | [ 133 ]         |
| 多國   | 2021年8月12日 | 數位下載（Fumez工程師混音）Tion Wayne和Central Cee客串 | 英國庇護所     | [ 134 ]         |

## 外部鏈結
- YouTube上的〈Bad Habits〉